# بوال (أستورياس)
بلدية بوال (بالإسبانية: Boal) هي بلدية تقع في منطقة أستورياس شمال غرب إسبانيا.

## الديموغرافيا
بلغ عدد سكان بلدية بوال 1.863 نسمة عام 2011 (وفقاً للمعهد الوطني للإحصاء الإسباني).
| 2.720 | 2.608 | 2.409 | 2.180 | 2.099 | 1.979 | 1.863 |